# إقبي عشتار
إقبي-عشتار ملك آشور خلال الفترة التاريخية المحمومة التي تتراوح ما بين  1730/1720 ق.م إلى 1710/1700 ق.م، والتي تنافس خلالها سبعة أشخاص من أصول غير معروفة على السلطة في آشور. ويظهر اسمه في قوائم ملوك آشور مع شرح "ابن لا أحد"، وهذا يعني أنه لا ينتمي إلى العائلة المالكة، وبالتالي كان الغاصبين من للسطلة.